# 笃信经

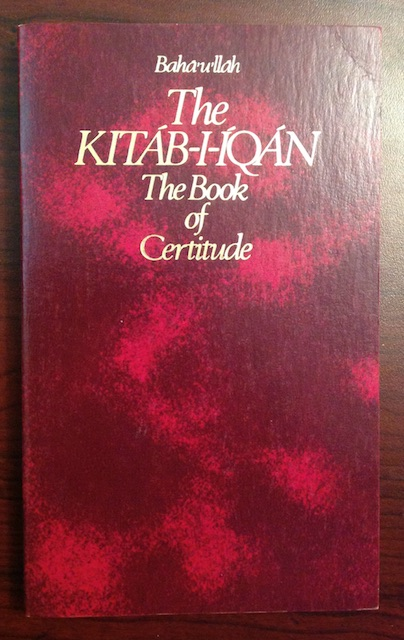
《篤信經》英文版封面

《笃信经》（阿拉伯语：‎，波斯語：‎）又称《毅刚经》，是巴哈伊信徒所信奉的众多经书之一，是巴哈伊信仰基本的神学著作。有巴哈伊学者认为，由于它受众的跨国界性，这是一本穆斯林世界以外的最重要的波斯语古兰经经注。。

## 背景
本书由巴哈欧拉，巴哈伊信仰的创立者，在1861年部分由阿拉伯语部分由波斯语写就。当时，他被流放至巴格达，当时奥斯曼帝国的一个省。根据巴哈欧拉的著作，他10年前被囚禁在德黑兰的西亚查尔（黑坑）地牢里时，受到了上帝的启示，但他并没有马上公开自己的启示。所以提及自己的地位时他总是用隐晦的语句。主要从事笃信经研究的学者克里斯多夫·巴克称，这本书的主题是“弥赛亚的隐秘”，相当于圣经中马可福音的主题。
笃信经构成了巴哈欧拉主要的神学著作，因此也是巴哈伊信仰重要的神学著作。有时它被称为波斯语巴扬经的补完。笃信经1882年在孟买石刻印刷，是第一本被出版的巴哈伊经典。于1904年首次被翻译成英语，也是首批被翻译为英语的巴哈欧拉著作之一。 守基·阿芬第于1931年再次将该书翻译为英文，他形容该书为：
波斯散文的典范，其风格纯正，纯洁而有力，并且非同一般地明晰，具有强有力的论据和无法抵抗的辩才，本书呈现了上帝宏伟的救赎计划的轮廓，在所有巴哈伊文献中，除了巴哈欧拉的至圣经书——亚格达斯经以外，其地位无有能与之匹敌的。

### 历史
巴孛的舅舅，哈吉·米尔扎·赛义德·穆罕默德在听说伊斯兰教中所企盼的那位是就是他的外甥时，曾感到非常不解。而当他听说，伊斯兰教先知的舅舅也曾表达了这样的反对时，他被震慑了，并决定探究这个问题。1861年，他旅行至伊拉克的卡尔巴拉去拜访他的兄弟，哈吉·米尔扎·哈桑-阿里，而后又去巴格达拜见巴哈欧拉。在那里，他在给巴哈欧拉的信中，提出了关于被企盼者来临时的征象的四个问题。而这200页（原文）的笃信经就是大约在1861年1月15日左右，在至多两天两夜的过程中，为回答这些问题而写就的。

## 内容
本书由两部分构成：第一部分是关于神圣启示的基本论述，即神的启示是渐进的，宗教之间彼此有关联，各大一神论的宗教都接纳之前的宗教，并往往以隐晦的笔调预言下一个的到来。由于提问者是一位穆斯林，巴哈欧拉引用了圣经中的语句来展现，一位基督徒应该如何以寓意的方式理解自己的宗教经典，而得以相信下一个天启周期。而以同样的方法，穆斯林也得以理解巴孛宣示的真实性。第二部分也是篇幅较长的部分，在神学和逻辑上对巴孛使命的证据进行了实质性的论述。最著名、最为人所爱的段落也被称为“真寻道者书简”。
守基·阿芬第曾经以一段长文来介绍该书的内容：
在二百页的篇章里，它清楚地表明了人格化的上帝的存在性与唯一性，不可知的，不可企及的，所有启示的源头，永恒的，全知的，无所不在的，并且全能的；断言了宗教真理的相对性以及神圣启示的连续性；确认的先知的一体性，他们带来信息的普遍性，他们基本教义的同一性，他们经书的神圣性，以及他们地位的双重性质；谴责了各时代神职人员和神学家的盲目和邪恶；引用和阐明了新约中寓言性的段落、古兰经中深奥的节段和神秘的穆罕默德圣训，这些圣训长期以来被人们误解、怀疑，造成仇恨，使世界上主要的宗教体系的信徒相互割裂、分离；列举了真正的寻道者寻求他的目标缩需要的基本先决调节；展现了巴孛启示的真实性、庄严性和重要性；赞美了祂的门徒们的英雄主义和超脱精神；预言了在巴扬经中允诺过的本启示将会在全世界获得胜利；称赞了圣母玛利亚的纯洁和纯贞；赞美了穆罕默德信仰中的伊玛目们；庆祝了伊玛目侯赛因的殉道，为他精神上的统权称道；揭示了诸如“再来”、“復活”、“先知的封印”和“审判日”等语汇的象征性含义；描绘并分辨了神圣启示的三个阶段；并且用炽热的语句详细述说了上帝之城的荣光和奇迹，以固定的间歇，通过那供给者的天启周期为了指引、惠顾及拯救全人类，而得到更新。可以说，在所有的巴哈伊启示的作者所启示的经书中，仅仅这一本书，就扫除了千百年来割裂了世界主要宗教之间不可逾越的屏障，为他们的信众之间完全及永久的和解立下了宽厚和不能攻破的基础。